# Dysschema madana
Dysschema madana là một loài bướm đêm thuộc phân họ Arctiinae, họ Erebidae.